# Boo! (filme)
Boo! é um filme de curta-metragem de comédia mudo produzido nos Estados Unidos, dirigido por Albert DeMond e lançado em 1932.